# Edward Chachlica
Edward Chachlica (ur. 12 lutego 1925 w Liszkach, zm. 1999) - członek ruchu oporu w czasie II wojny światowej oraz polskiego powojennego podziemia antykomunistycznego. Żołnierz Narodowej Organizacji Wojskowej (w czasie okupacji niemieckiej pod dowództwem Jana Szpondera) oraz współpracownik placówki „Południe” Działu Krajowego emigracyjnej Rady Politycznej.

## Życiorys
Syn Bartłomieja i Agaty z domu Szponder. Aresztowany we wrześniu 1952. Sądzony w pokazowym procesie czterech księży kurii krakowskiej i trzech osób świeckich, oskarżonych bezpodstawnie o działalność szpiegowską na rzecz Stanów Zjednoczonych i „sprzedawanie swojej ojczyzny za judaszowe pieniądze”. Śledztwo nadzorował dyrektor departamentu śledczego ministerstwa bezpieczeństwa publicznego, pułkownik Józef Różański. Proces toczył się przed Wojskowym Sądem Rejonowym w Krakowie od 21 stycznia 1953. Rozprawy odbywały się w hali widowiskowej Zakładów Szadkowskiego.
Wojskowy Sąd Rejonowy w Krakowie, oskarżając Chachlicę o przynależność do NOW i współpracę z Radą Polityczną, skazał go 27 lipca 1953 na „karę śmierci z utratą praw publicznych i obywatelskich praw honorowych na zawsze i przepadkiem całego mienia na rzecz Skarbu Państwa”. Sąd orzekał w składzie: Mieczysław Widaj (przewodniczący), Roman Waląg (sędzia wotant, pułkownik LWP, od 30 grudnia 1952 do 30 kwietnia 1955 szef WSR w Krakowie) i Bazyli Mielnik (sędzia wotant, podpułkownik LWP, od 5 stycznia 1953 do 30 kwietnia 1955 sędzia WSR w Krakowie). Oskarżycielem w procesie był Stanisław Zarakowski z Naczelnej Prokuratury Wojskowej, obrońcą (z urzędu) – Kazimierz Ostrowski. Razem z Edwardem Chachlicą na karę śmierci skazano Michała Kowalika i księdza Józefa Lelitę. Pozostałym oskarżonym wymierzono następujące kary: ks. Wit Modest Brzycki otrzymał 15 lat więzienia, ks. Franciszek Szymonek dożywocie, ks. Jan Pochopień 8 lat, a Stefania Rospond 6 lat więzienia.
Orzeczonych kar śmierci nie wykonano – wyroki zostały zamienione decyzją Rady Państwa z 18 sierpnia 1953 na karę dożywotniego więzienia. Postanowieniem Wojskowego Sądu Garnizonowego w Krakowie z 9 maja 1956 na mocy przepisów ustawy o amnestii z 27 kwietnia 1956 Chachlicy orzeczoną karę złagodzono do 12 lat więzienia. Ze względu na zaawansowaną gruźlicę otrzymał urlop zdrowotny i został (początkowo czasowo – do maja 1957) zwolniony z więzienia 22 listopada 1956.
Postanowieniem Zgromadzenia Sędziów Najwyższego Sądu Wojskowego z 11 marca 1959, w uwzględnieniu wniosku Naczelnego Prokuratora Wojskowego, uchylono wyrok ze stycznia 1956, przekazując sprawę do ponownego rozpatrzenia sądowi pierwszej instancji. Ponowny proces rozpoczął się 10 grudnia 1959 przed Sądem warszawskiego Okręgu Wojskowego. Postanowieniem z 20 lipca 1960 zwrócono akta do uzupełnienia śledztwa, a decyzją Izby Wojskowej Sądu Najwyższego z 16 grudnia 1963 umorzono prowadzone postępowanie karne. Ponieważ nazwisko Chachlicy znajdowało się w spisie osób skazanych za szpiegostwo, podlegał on dalszej kontroli służb bezpieczeństwa i regularnej inwigilacji. Zmarł w 1999.